# Chiloscyphus philippinensis
Chiloscyphus philippinensis là một loài Rêu trong họ Lophocoleaceae. Loài này được J.J. Engel & R.M. Schust. mô tả khoa học đầu tiên năm 1984.